# Jean-Pierre Jarier
Jean-Pierre Jacques Paul Jarier (* 10. Juli 1946 in Charenton-le-Pont) ist ein ehemaliger französischer Automobilrennfahrer. Er startete unter anderem zwischen 1971 und 1983 in der Formel 1.

## Leben und Karriere

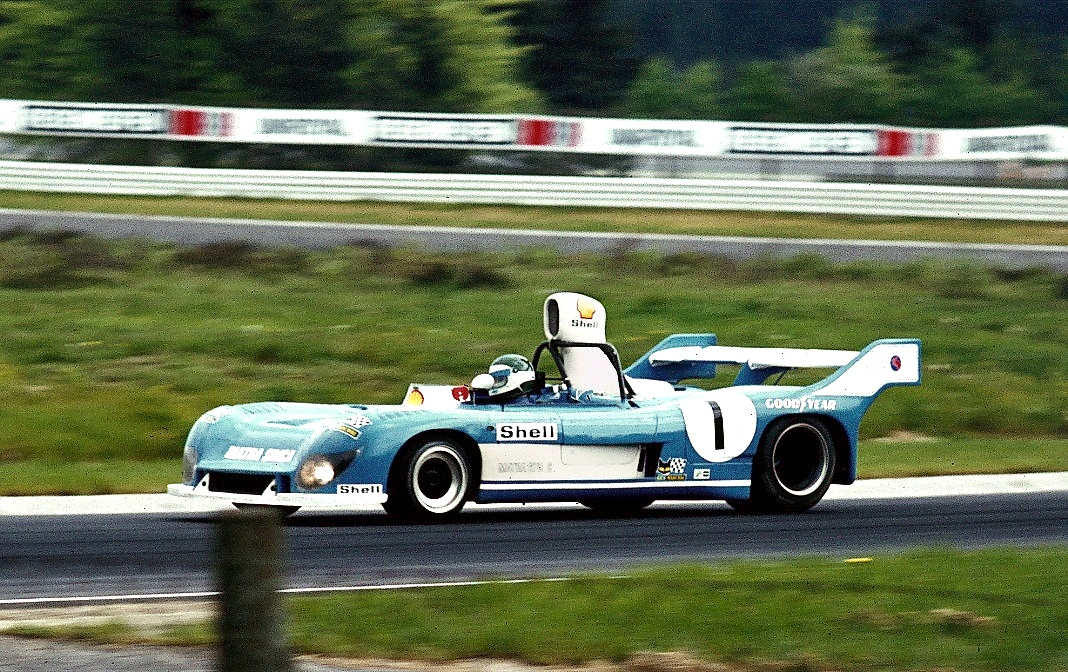
Jean-Pierre Jarier 1974 beim 1000-km-Rennen auf dem Nürburgring

Jarier wuchs in einem Pariser Vorort auf, wo seine Eltern ein kleines Hotel besaßen. Sein begonnenes Wirtschaftsstudium brach er bald ab, als sein Interesse für Motorsport in den Vordergrund rückte. Nach Anfängen bei Motorradrennen wechselte er 1967 zu Autorennen und gewann 1973 die Formel-2-Europameisterschaft in einem March-BMW. Zwischen 1971 und 1983 bestritt er in der Formel 1 insgesamt 135 Grands Prix für die Teams March, Shadow, ATS, Lotus, Tyrrell, Osella und Ligier, in denen er insgesamt 31,5 Weltmeisterschaftspunkte sowie je drei Pole-Positions und schnellste Rennrunden erzielen konnte. Ein Grand-Prix-Sieg gelang ihm jedoch nicht.
Seine insgesamt zwölf Jahre dauernde Karriere in der Formel 1 war von Unbeständigkeit und einer gehörigen Portion Pech gekennzeichnet. Einen möglichen Ferrari-Vertrag für 1974 verscherzte er sich, weil er zum Ärger von Enzo Ferrari mit dieser Neuigkeit vorzeitig an die Öffentlichkeit gegangen war. Großartige Vorstellungen wechselten sich regelmäßig mit matten Darbietungen ab, seiner Vorliebe für kulinarische Genüsse und schöne Frauen ging er dennoch ungerührt nach, sehr zum Ärger mancher Teamchefs. Seine besten Leistungen vollbrachte „Godasse de plomb“, wie er von seinen französischen Landsleuten genannt wurde, Mitte der 1970er-Jahre im amerikanischen UOP-Shadow-Team, wo er mehrmals durch technische Defekte mögliche Grand-Prix-Siege verlor. Als er, der bereits als „kommender Weltmeister“ gefeiert worden war, jedoch Ende 1976 wegen mangelnder Leistungen und Differenzen mit der Teamführung bei Shadow ausgebootet wurde, begann sein Stern langsam zu sinken.
Einen weiteren Höhepunkt seiner Karriere bildete seine Verpflichtung von Lotus als Ersatz für den tödlich verunglückten Ronnie Peterson am Saisonende 1978. Jarier dominierte mit dem überlegenen Lotus 79 den Großen Preis von Kanada, als er erneut durch einen technischen Defekt um den sicheren Sieg gebracht wurde. Danach wurde der routiniert gewordene Formel-1-Söldner zwar weiterhin aufgrund seiner Erfahrung von Teams wie Tyrrell, Ligier und Osella verpflichtet, ein Sprung in ein wirkliches Spitzenteam gelang ihm jedoch nicht mehr. Ein Rippenbruch beim Testen verhinderte seine Verpflichtung bei Williams für die Saison 1982. Nach einer desaströsen Saison 1983 im französischen Ligier-Team verließ er die Formel 1 und fuhr danach noch bis 2002 Tourenwagen- und Sportwagenrennen in der französischen sowie in internationalen Meisterschaften, vorzugsweise auf Porsche.
Neben seiner Rennkarriere betrieb er eine Medienfirma in Monaco sowie Management für Nachwuchsrennfahrer. Daneben setzte er sich auch für Filmstunts ans Lenkrad, so zum Beispiel in den Filmen Ronin und Taxi. 1985 überlebte er einen Hubschrauberabsturz in Südwestfrankreich beinahe unverletzt, während das Fluggerät beim Aufprall in Stücke gerissen wurde.

## Statistik

### Statistik in der Automobil-/Formel-1-Weltmeisterschaft

#### Gesamtübersicht
| Saison | 1   | 2   | 3   | 4   | 5   | 6   | 7   | 8   | 9   | 10  | 11  | 12  | 13  | 14  | 15  | 16  | 17 |
| ------ | --- | --- | --- | --- | --- | --- | --- | --- | --- | --- | --- | --- | --- | --- | --- | --- | -- |
| 1971   |     |     |     |     |     |     |     |     |     |     |     |     |     |     |     |     |    |
|        |     |     |     |     |     |     |     | NC  |     |     |     |     |     |     |     |     |    |
| 1973   |     |     |     |     |     |     |     |     |     |     |     |     |     |     |     |     |    |
| DNF    | DNF | NC  |     | DNF | DNF | DNF | DNF |     |     |     | DNF |     | NC  | 11* |     |     |    |
| 1974   |     |     |     |     |     |     |     |     |     |     |     |     |     |     |     |     |    |
| DNF    | DNF |     | DNF | 13  | 3   | 5   | DNF | 12  | DNF | 8   | 8   | DNF | DNF | 10  |     |     |    |
| 1975   |     |     |     |     |     |     |     |     |     |     |     |     |     |     |     |     |    |
| DNS    | DNF | DNF | 4   | DNF | DNF | DNF | DNF | 8   | 14* | DNF | DNF | DNF | DNF |     |     |     |    |
| 1976   |     |     |     |     |     |     |     |     |     |     |     |     |     |     |     |     |    |
| DNF    | DNF | 7   | DNF | 9   | 8   | 12  | 12  | 9   | 11  | DNF | 10  | 19  | 18  | 10  | 10  |     |    |
| 1977   |     |     |     |     |     |     |     |     |     |     |     |     |     |     |     |     |    |
|        |     |     | 6   | DNQ | 11  | 11  | 8   | DNF | 9   | DNF | 14  | DNF | DNF | 9   |     | DNF |    |
| 1978   |     |     |     |     |     |     |     |     |     |     |     |     |     |     |     |     |    |
| 12     | DNS | 8   | 11  | DNQ |     |     |     |     |     | DNQ |     |     |     | 15* | DNF |     |    |
| 1979   |     |     |     |     |     |     |     |     |     |     |     |     |     |     |     |     |    |
| DNF    | DNF | 3   | 6   | 5   | 11  | DNF | 5   | 3   |     |     | DNF | 6   | DNF | DNF |     |     |    |
| 1980   |     |     |     |     |     |     |     |     |     |     |     |     |     |     |     |     |    |
| DNF    | 12  | 7   | DNF | 5   | DNF | DNF | 5   | 15  | DNF | 5   | 13* | 7   | NC  |     |     |     |    |
| 1981   |     |     |     |     |     |     |     |     |     |     |     |     |     |     |     |     |    |
| DNF    | 7   |     |     |     |     |     |     | 8   | 8   | 10  | DNF | 9   | DNF | DNF |     |     |    |
| 1982   |     |     |     |     |     |     |     |     |     |     |     |     |     |     |     |     |    |
| DNF    | 9   | DNF | 4   | DNF | DNQ | DNF | DNS | 14  | DNF | DNF | DNF | DNQ | DNF | DNF | DNS |     |    |
| 1983   |     |     |     |     |     |     |     |     |     |     |     |     |     |     |     |     |    |
| DNF    | DNF | 9   | DNF | DNF | DNF | DNF | DNF | 10  | 8   | 7   | DNF | 9   | DNF | 10  |     |     |    |

| Legende  | Legende            | Legende                                                          |
| Farbe    | Abkürzung          | Bedeutung                                                        |
| -------- | ------------------ | ---------------------------------------------------------------- |
| Gold     | –                  | Sieg                                                             |
| Silber   | –                  | 2. Platz                                                         |
| Bronze   | –                  | 3. Platz                                                         |
| Grün     | –                  | Platzierung in den Punkten                                       |
| Blau     | –                  | Klassifiziert außerhalb der Punkteränge                          |
| Violett  | DNF                | Rennen nicht beendet (did not finish)                            |
| Violett  | NC                 | nicht klassifiziert (not classified)                             |
| Rot      | DNQ                | nicht qualifiziert (did not qualify)                             |
| Rot      | DNPQ               | in Vorqualifikation gescheitert (did not pre-qualify)            |
| Schwarz  | DSQ                | disqualifiziert (disqualified)                                   |
| Weiß     | DNS                | nicht am Start (did not start)                                   |
| Weiß     | WD                 | zurückgezogen (withdrawn)                                        |
| Hellblau | PO                 | nur am Training teilgenommen (practiced only)                    |
| Hellblau | TD                 | Freitags-Testfahrer (test driver)                                |
| ohne     | DNP                | nicht am Training teilgenommen (did not practice)                |
| ohne     | INJ                | verletzt oder krank (injured)                                    |
| ohne     | EX                 | ausgeschlossen (excluded)                                        |
| ohne     | DNA                | nicht erschienen (did not arrive)                                |
| ohne     | C                  | Rennen abgesagt (cancelled)                                      |
| ohne     | keine WM-Teilnahme |                                                                  |
| sonstige | P/fett             | Pole-Position                                                    |
| sonstige | 1/2/3/4/5/6/7/8    | Punktplatzierung im Sprint-/Qualifikationsrennen                 |
| sonstige | SR/kursiv          | Schnellste Rennrunde                                             |
| sonstige | *                  | nicht im Ziel, aufgrund der zurückgelegten Distanz aber gewertet |
| sonstige | ()                 | Streichresultate                                                 |
| sonstige | unterstrichen      | Führender in der Gesamtwertung                                   |

### Le-Mans-Ergebnisse
| Jahr | Team                          | Fahrzeug          | Teamkollege          | Teamkollege      | Platzierung | Ausfallgrund     |
| ---- | ----------------------------- | ----------------- | -------------------- | ---------------- | ----------- | ---------------- |
| 1972 | North American Racing Team    | Ferrari 365 GTB/4 | Claude Buchet        |                  | Rang 9      |                  |
| 1974 | Equipe Gitanes                | Matra-Simca MS680 | Jean-Pierre Beltoise |                  | Ausfall     | Motorschaden     |
| 1975 | Gitanes Automobiles Ligier    | Ligier JS2        | Jean-Pierre Beltoise |                  | Ausfall     | Unfall           |
| 1977 | Grand Touring Cars Inc.       | Mirage GR8        | Vern Schuppan        |                  | Rang 2      |                  |
| 1978 | Team Renault Sport            | Alpine A442       | Derek Bell           |                  | Ausfall     | Differential     |
| 1979 | Jean-Pierre Jarier            | Porsche 935       | Raymond Touroul      | Randy Townsend   | Ausfall     | Motorschaden     |
| 1981 | BASF Cassetten Team GS Sport  | BMW M1            | Hans-Joachim Stuck   | Helmut Henzler   | Ausfall     | Unfall           |
| 1984 | Porsche Kremer Racing         | Porsche 956B      | Vern Schuppan        | Alan Jones       | Rang 6      |                  |
| 1985 | Porsche Kremer Racing         | Porsche 962C      | Franz Konrad         | Mike Thackwell   | Rang 9      |                  |
| 1988 | Takefuji Schuppan Racing Team | Porsche 962C      | Brian Redman         | Eje Elgh         | Rang 10     |                  |
| 1995 | Larbre Compétition            | Porsche 911 GT2   | Érik Comas           | Jesús Pareja     | Ausfall     | Unfall           |
| 1996 | Roock Racing Team             | Porsche 911 GT2   | Dominic Chappell     | Jesús Pareja     | Ausfall     | Motorschaden     |
| 1997 | Chereau Sports                | Porsche 911 GT2   | Jean-Luc Chéreau     | Jack Leconte     | Ausfall     | Getriebeschaden  |
| 1998 | Société Larbre Compétition    | Porsche 911 GT2   | Robin Donovan        | Carl Rosenblad   | Ausfall     | Kraftübertragung |
| 1999 | Larbre Compétition            | Porsche 911 GT2   | Sébastien Bourdais   | Pierre de Thoisy | Ausfall     | Motorschaden     |